# Siriella australis
Siriella australis är en kräftdjursart som beskrevs av W. M. Tattersall 1927. Siriella australis ingår i släktet Siriella och familjen Mysidae. Inga underarter finns listade i Catalogue of Life.